# Флэнаган, Шалан
Шалан Флэнаган (англ. Shalane Flanagan, род. 8 июля 1981, Марблхед, Массачусетс) — американская легкоатлетка, бегунья на длинные дистанции, серебряный призёр Олимпийских игр 2008 года на дистанции 10 000 метров.
Трёхкратная победительница национальной ассоциации студенческого спорта в кроссе и на дистанциях 3000 и 5000 метров. Бронзовый призёр Олимпийских игр 2008 года на дистанции 10 000 метров. Бронзовая призёрка чемпионата мира по кроссу 2011 года в личном первенстве. 2-е место на Нью-Йоркском марафоне 2010 года с результатом 2:28.40. Обладает рекордами США на дистанциях 10 000 метров на открытом воздухе — 30.22,22 и 3000 метров в помещении — 8.33,25. Победительница Лиссабонского полумарафона 2012 года с результатом 1:08.52.
На Олимпийских играх 2012 года заняла 10-е место в марафоне, лучшее среди представителей Северной и Южной Америки.
На Новоорлеанском полумарафоне 2013 года заняла 2-е место с личным рекордом — 1:08.31.
28 сентября 2014 года заняла 3-е место на Берлинском марафоне с личным рекордом — 2:21.14.